# Петек, Франци
Франци Петек (словен. Franci Petek; 15 июня 1971, Есенице, Югославия) — словенский летающий лыжник.

## Жизнеописание
В 1989 году на молодёжном чемпионате мира вместе с Гораном Янусом, Марьяном Кропанье и Приможем Копаче завоевал серебро в командном зачёте. Через год вместе с Дамьяном Фрасом, Сашей Комовцем и Томажем Кнафлье завоевал бронзу.
Своего наибольшего успеха добился 10 февраля 1991 года, когда на чемпионате мира в итальянском Валь-ди-Фьемме стал победителем на большом трамплине. На зимних Олимпийских играх 1992 года в Альбервилле, являвшихся первой Олимпиадой для самостоятельной Словении, занял на большом трамплине восьмое место.
Проживает в городе Лесце.